# La Haye-Saint-Sylvestre
La Haye-Saint-Sylvestre és un municipi francès situat al departament de l'Eure i a la regió de Normandia. L'any 2007 tenia 217 habitants.

## Demografia

### Població
El 2007 la població de fet de La Haye-Saint-Sylvestre era de 217 persones. Hi havia 102 famílies, de les quals 35 eren unipersonals (21 homes vivint sols i 14 dones vivint soles), 35 parelles sense fills, 28 parelles amb fills i 4 famílies monoparentals amb fills.
La població ha evolucionat segons el següent gràfic:
Habitants censats

### Habitatges
El 2007 hi havia 154 habitatges, 99 eren l'habitatge principal de la família, 48 eren segones residències i 7 estaven desocupats. 149 eren cases i 1 era un apartament. Dels 99 habitatges principals, 76 estaven ocupats pels seus propietaris, 16 estaven llogats i ocupats pels llogaters i 8 estaven cedits a títol gratuït; 5 tenien dues cambres, 20 en tenien tres, 26 en tenien quatre i 48 en tenien cinc o més. 97 habitatges disposaven pel capbaix d'una plaça de pàrquing. A 55 habitatges hi havia un automòbil i a 35 n'hi havia dos o més.

### Piràmide de població
La piràmide de població per edats i sexe el 2009 era:
| Homes | Edats   | Dones |
| ----- | ------- | ----- |
| 0     | 95 o +  | 0     |
| 0     | 90 a 94 | 4     |
| 0     | 85 a 89 | 4     |
| 4     | 80 a 84 | 4     |
| 4     | 75 a 79 | 4     |
| 8     | 70 a 74 | 8     |
| 4     | 65 a 69 | 0     |
| 12    | 60 a 64 | 16    |
| 4     | 55 a 59 | 8     |
| 12    | 50 a 54 | 8     |
| 4     | 45 a 49 | 4     |
| 0     | 40 a 44 | 0     |
| 8     | 35 a 39 | 8     |
| 16    | 30 a 34 | 4     |
| 4     | 25 a 29 | 8     |
| 0     | 20 a 24 | 8     |
| 4     | 15 a 19 | 0     |
| 8     | 10 a 14 | 4     |
| 8     | 5 a 9   | 12    |
| 4     | 0 a 4   | 8     |

## Economia
El 2007 la població en edat de treballar era de 123 persones, 93 eren actives i 30 eren inactives. De les 93 persones actives 76 estaven ocupades (47 homes i 29 dones) i 16 estaven aturades (5 homes i 11 dones). De les 30 persones inactives 15 estaven jubilades, 7 estaven estudiant i 8 estaven classificades com a «altres inactius».

### Ingressos
El 2009 a La Haye-Saint-Sylvestre hi havia 108 unitats fiscals que integraven 240,5 persones, la mediana anual d'ingressos fiscals per persona era de 16.168 €.

### Activitats econòmiques
Dels 14 establiments que hi havia el 2007, 1 era d'una empresa de fabricació d'altres productes industrials, 4 d'empreses de construcció, 3 d'empreses de comerç i reparació d'automòbils, 1 d'una empresa de transport, 1 d'una empresa d'hostatgeria i restauració, 2 d'empreses immobiliàries i 2 d'empreses de serveis.
Dels 4 establiments de servei als particulars que hi havia el 2009, 1 era un taller de reparació d'automòbils i de material agrícola, 1 paleta, 1 guixaire pintor i 1 lampisteria.
L'any 2000 a La Haye-Saint-Sylvestre hi havia 23 explotacions agrícoles que ocupaven un total de 1.168 hectàrees.

## Poblacions més properes
El següent diagrama mostra les poblacions més properes.